# Port Anne (Terre-Neuve-et-Labrador)
Port Anne est une petite communauté canadienne située sur la péninsule de Burin de l'île de Terre-Neuve dans la province de Terre-Neuve-et-Labrador.
L'endroit s'appelait Burnt Island jusqu'en 1950.

## Annexe